# Karolina Drużkowska
Karolina Drużkowska (ur. 6 marca 2002 w Brzesku) – polska siatkarka, grająca na pozycji przyjmującej, wychowanka klubu UKS Jedynka Tarnów.
Jest oburęczna, niektóre rzeczy wykonuje lewą ręką np. pisze, prawą ręką np. trzyma nożyczki czy sztućce. Grała na fortepianie, tak jak jej starsza siostra i mama. Chodziła również do ogniska muzycznego. Od 7 roku życia chodziła do szkoły muzycznej, gdzie skończyła ją na pierwszym stopniu. 
Uczęszczała do Szkoły Mistrzostwa Sportowego PZPS w Szczyrku, a następnie do Liceum Ogólnokształcącego Mistrzostwa Sportowego SMS-Edu Sport w Bielsku-Białej. W rozgrywkach młodzieżowych reprezentowała barwy Elite Volley Małopolska oraz BKS Stal Bielsko-Biała. W 2020 roku została powołana przez trenera Jacka Nawrockiego do reprezentacji Polski seniorek, w której zadebiutowała 28 lipca 2020 w meczu przeciwko Szwajcarii, zdobywając 15 punktów. Również w 2020 roku wraz z reprezentacją juniorek zajęła 6. miejsce w Mistrzostwach Europy U19 w Bośni i Hercegowinie.

## Sukcesy klubowe
Tauron Liga:
- 2025[9]

## Sukcesy reprezentacyjne
Letnia Uniwersjada:
- 2021[10]